# Ricamo islamico

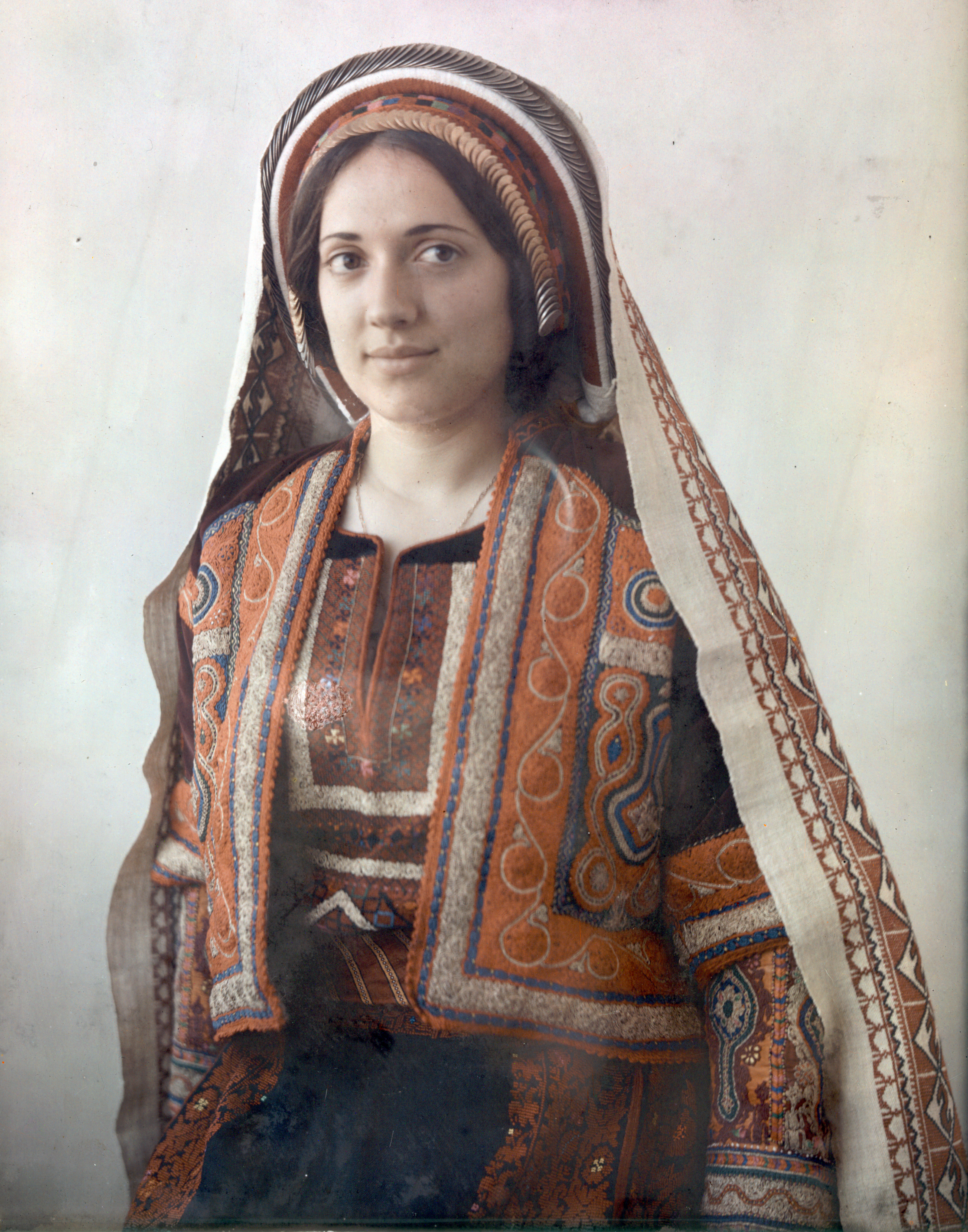
Una donna di Ramallah, Palestina in abiti ricamati, 1929-1946

Il ricamo è stata un'arte importante nel mondo islamico, dall'inizio dell'Islam fino alla rivoluzione industriale che ha sconvolto gli stili di vita tradizionali. 

## Panoramica

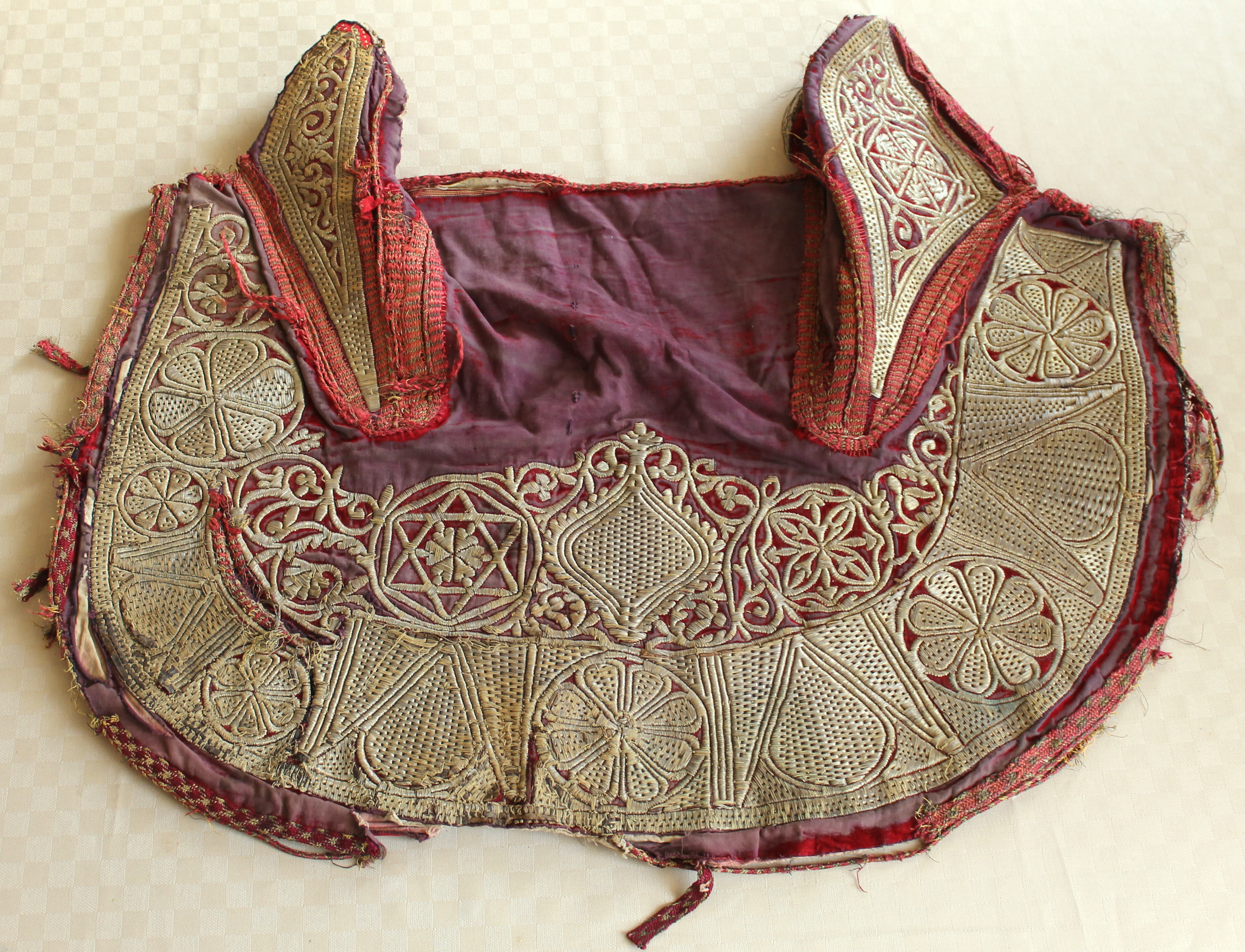
Maschera da donna ricamata con filo d'argento. Fès, Marocco. XVIII-XIX secolo

Il primo Islam prese il controllo delle società quando il ricamo di abiti, per entrambi i sessi, era molto popolare. Sia nell'impero sasanide, bizantino che in quello persiano venivano utilizzati abiti ricamati con disegni che includevano figure umane piuttosto grandi, nonché animali, con effetti paragonabili a quelli delle moderne magliette. L'esterno della Kaʿba a La Mecca era, già prima dell'Islam, "coperto con teli tessili multicolori", molto probabilmente con ricami come spesso i loro equivalenti islamici moderni. Maometto si oppose ai disegni degli animali, forse ricamati, che vide sui cuscini visitando la casa di sua moglie ʿĀʾisha. 
ʿĀʾisha scrisse in un Ḥadīth:
(Muhammad al-Bukhari)
Questi disegni sono in gran parte scomparsi sotto l'Islam, sebbene i motivi a base vegetale siano rimasti spesso accettabili. 
Il viaggiatore turco del XVII secolo, Evliya Çelebi definì il ricamo "l'arte delle due mani".  Poiché era un segno di elevato status sociale, nelle società musulmane, era stato a lungo ampiamente popolare. In città come Damasco, Il Cairo e Istanbul, erano visibili ricami su fazzoletti, uniformi, bandiere, a forma di calligrafia, scarpe, tuniche, finimenti per cavalli, pantofole, guaine, buste, copertine e persino su cinture di cuoio. Articoli ricamati da artigiani con filo d'oro e argento. Le industrie dei ricami, alcune delle quali impiegavano oltre 800 persone, si espansero per fornire questi articoli sempre più richiesti.
Nel XVI secolo, durante il regno dell'imperatore Mughal, Akbar, il suo cronista Abu al-Fazl ibn Mubarak scrisse nel famoso                                    \: 
(Abu al-Fazl ibn Mubarak)

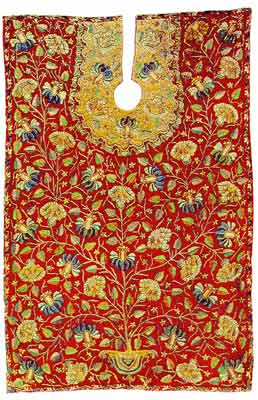
Grembiule da barbiere ottomano. Ricamo con filo d'argento e seta su lana. XVIII secolo

Il ricamo offriva protezione simbolica agli oggetti più apprezzati, inclusi quelli per neonati, oggetti domestici e altri di significato religioso. Quando nel XVI e XVII secolo in Turchia, gli uomini indossavano i turbanti come segno dell'Islam, li mettevano sotto panni ricamati.

## Tecniche

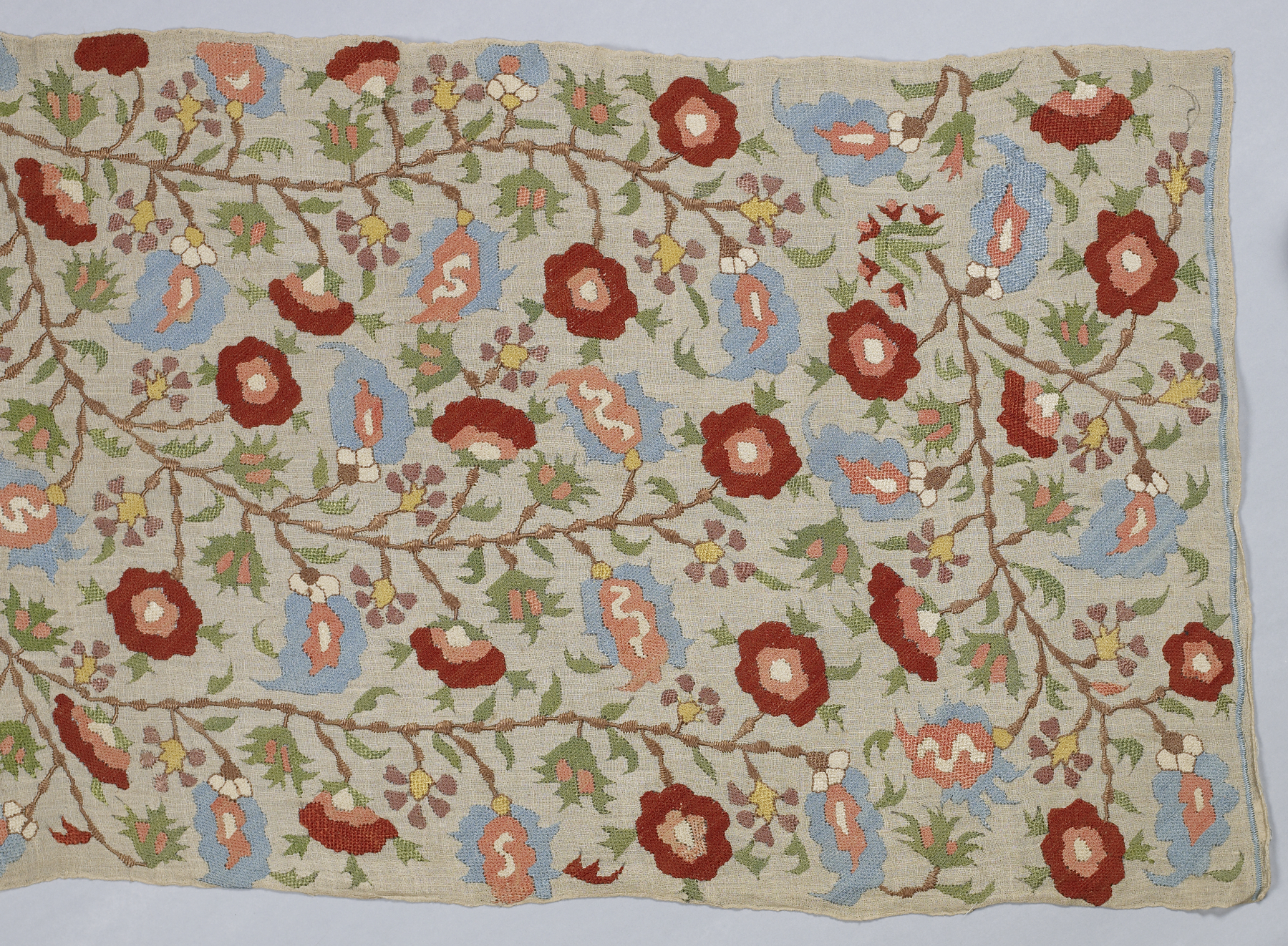
Copertura per specchio turco con ornamenti floreali a base di ceramica ottomana. Una superstizione aveva messo in guardia dal guardarsi allo specchio di notte. XVIII secolo

Una vasta gamma di tecniche di ricamo sono state utilizzate in tutto il mondo islamico, con una gamma altrettanto ampia di materiali.
Le donne uiguri ricamavano i cappucci in feltro, da usare da soli o come base per un turbante.
In Marocco e Tunisia, il punto raso è stato utilizzato per oggetti come tende decorative e coperture per specchi. Una forma di punto raso presente nelle società beduine della penisola arabica, a volte indicata come khiyat al madrassa ("ricamo scolastico"), veniva usata per l'arredamento. Prima del processo di cucitura, un artista disegnava una forma sul tessuto. I disegni che incorporavano temi naturali come uccelli o fiori erano i più comuni.
Il punto raso superficiale, lavorato solo sulla superficie superiore, è una tecnica più economica ma più flessibile, vulnerabile all'usura e quindi veniva utilizzato principalmente per occasioni speciali. Nel Punjab, gli scialli di Phulkari (lavoro floreale) erano da indossare quotidianamente per le donne in campagna, mentre quelli speciali, bagh, erano completamente ricoperti di ricami e venivano realizzati dalle nonne materne per i matrimoni delle loro nipoti.
Il punto catenella, che è adattabile e relativamente facile da creare, è stato utilizzato in Persia per il ricamo di rasht, con fiori densamente lavorati e arabeschi su tessuti di lana infeltrita. Un tipo di ricamo simile al punto catenella pesante, noto come kurar, era precedentemente utilizzato dai beduini per creare abiti per uomini e donne. Richiedeva quattro persone, ciascuna delle quali portava quattro fili che erano di vari colori o di argento e oro.

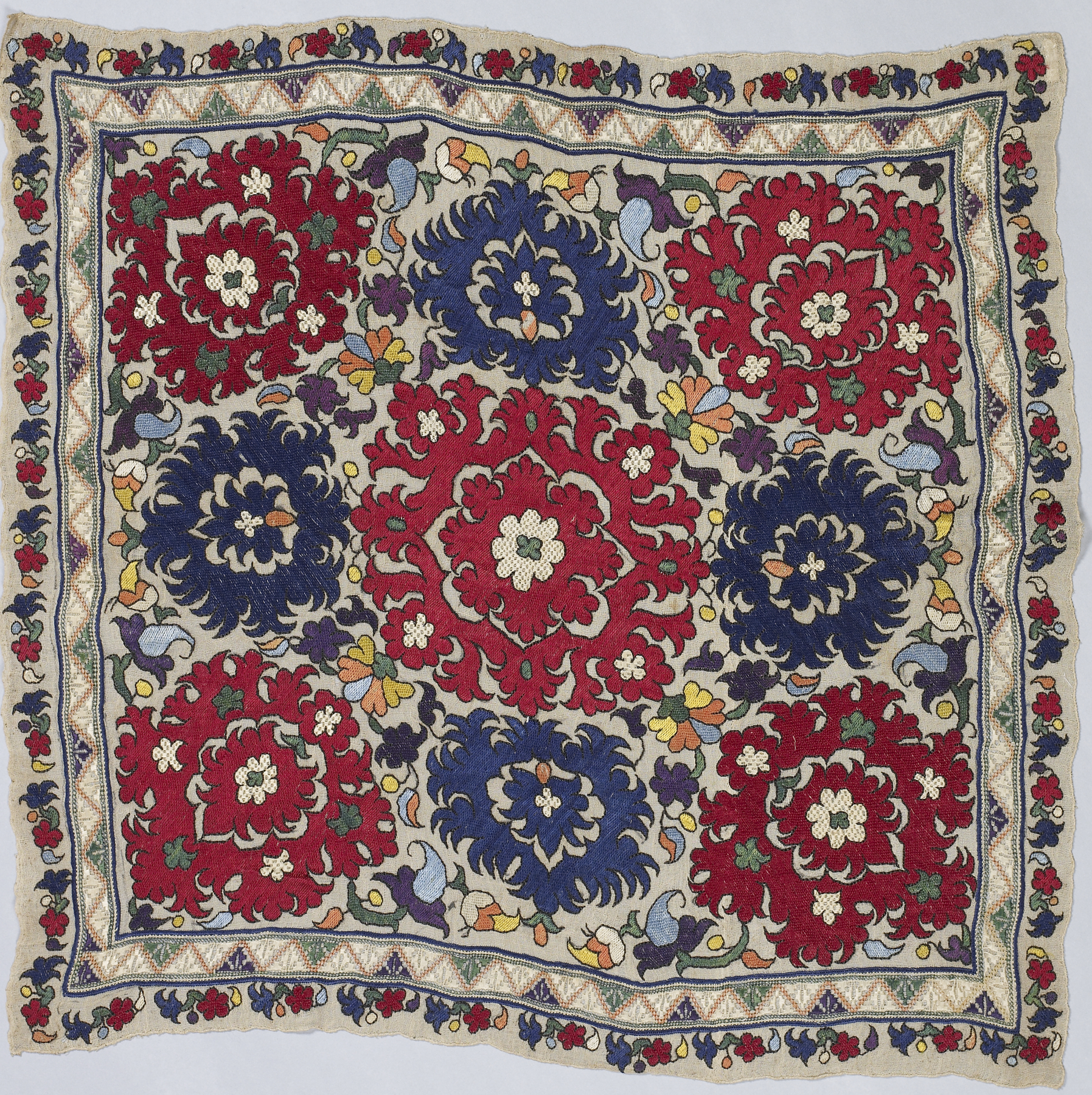
Copertura per turbante algerino. Ricamo in seta su lino. XVIII secolo

Il punto croce è stato utilizzato in tutto il Medio Oriente, in Siria, Giordania, Palestina e Sinai, per lavorare abiti da sposa con ricami audaci in rosso, con amuleti triangolari o fiori di garofano su sfondo nero.
Un'altra tecnica ampiamente usata, il punto a spina di pesce, è stata utilizzata in Afghanistan per ricamare i camici dello sposo con fasce in rilievo di cuciture rosse, verdi o bianche su sfondo bianco.
Nell'abbigliamento, la cucitura del cordoncino decorativo sulla superficie di un tessuto, era ampiamente utilizzata in tutto il mondo islamico. In Afghanistan, un abito di velluto poteva essere lavorato in stile militare con fili dorati sul davanti, sulle maniche e sul fondo. I capi del Montenegro potevano indossare abiti pesantemente rivestiti di filo d'oro. In Palestina, gli abiti potevano essere pesantemente lavorati in pannelli verticali con fili di metallo e cotone. In Siria le giacche erano decorate con fiori e alberi stilizzati. Nella frontiera nord-occidentale del Pakistan, i gilet venivano cuciti con una combinazione di pannelli applicati e treccia in metallo rivestito.

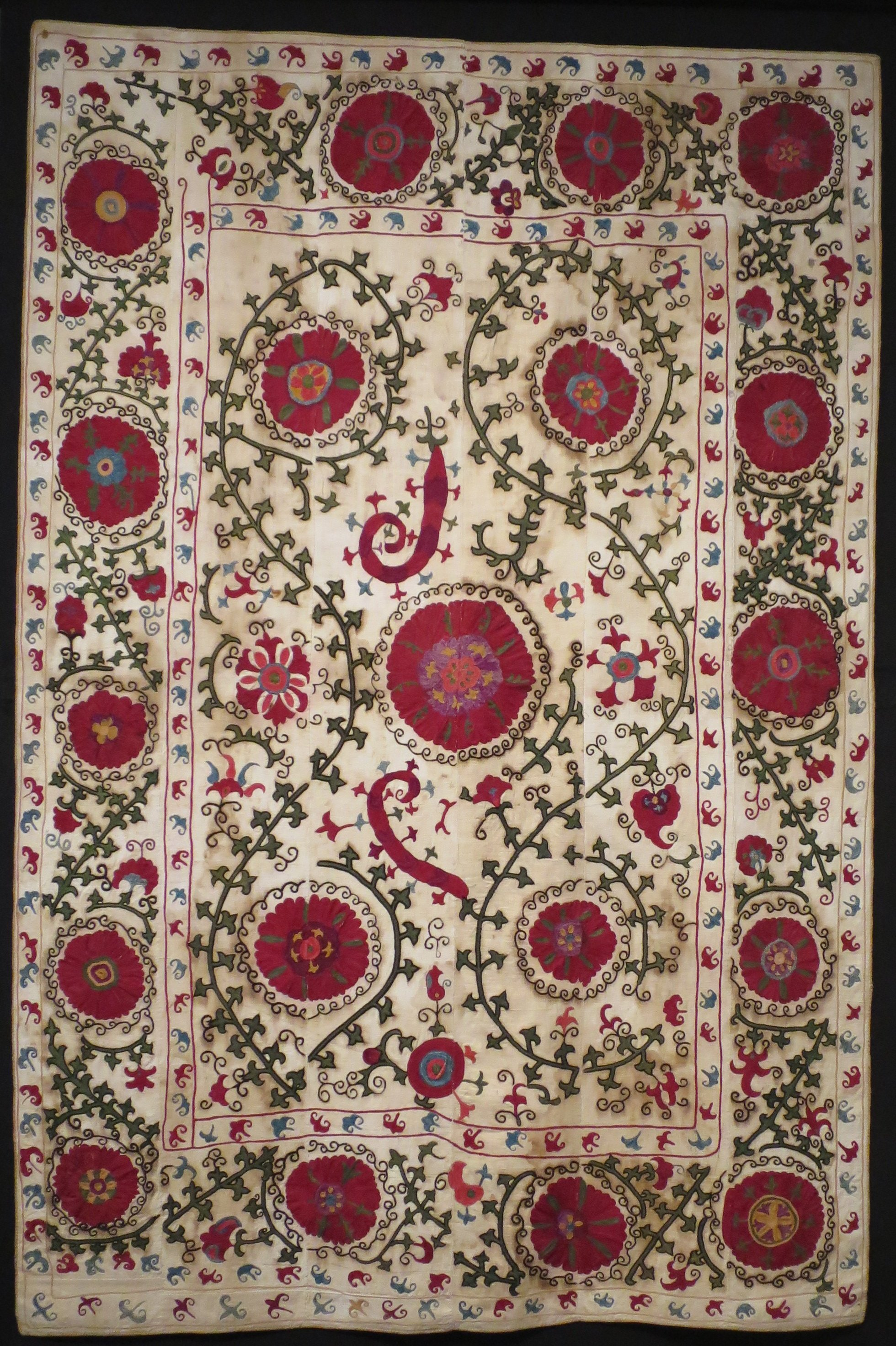
Suzani ricamata di Bukhara, Uzbekistan. Cotone con fili di seta. Fine del XIX secolo

Nell'Asia centrale, i Bukhara usavano filo continuo per creare spettacolari tendaggi suzani, per sale per matrimoni e letti nuziali. I motivi di garofano e melograno simboleggiavano la fertilità. La tecnica fu utilizzata anche in Afghanistan e Uzbekistan per gualdrappe da cavallo e coperture da braciere.
Il punto occhiello aveva la funzione originale di rafforzare i bordi dei tessuti soggetti a usura quotidiana, ma venne adattato per scopi decorativi. Nel Nordafrica e nel Medio Oriente, il punto occhiello era realizzato utilizzando un motivo a razze di punti o nella forma algerina senza un cerchio racchiuso. In Turkmenistan, i motivi a uncino e tulipano potevano essere lavorati a punto asola. In Afghanistan, le camicie da uomo potevano essere ricamate con cuciture a spina di pesce e asole in seta bianca su cotone bianco, in elaborati arabeschi.

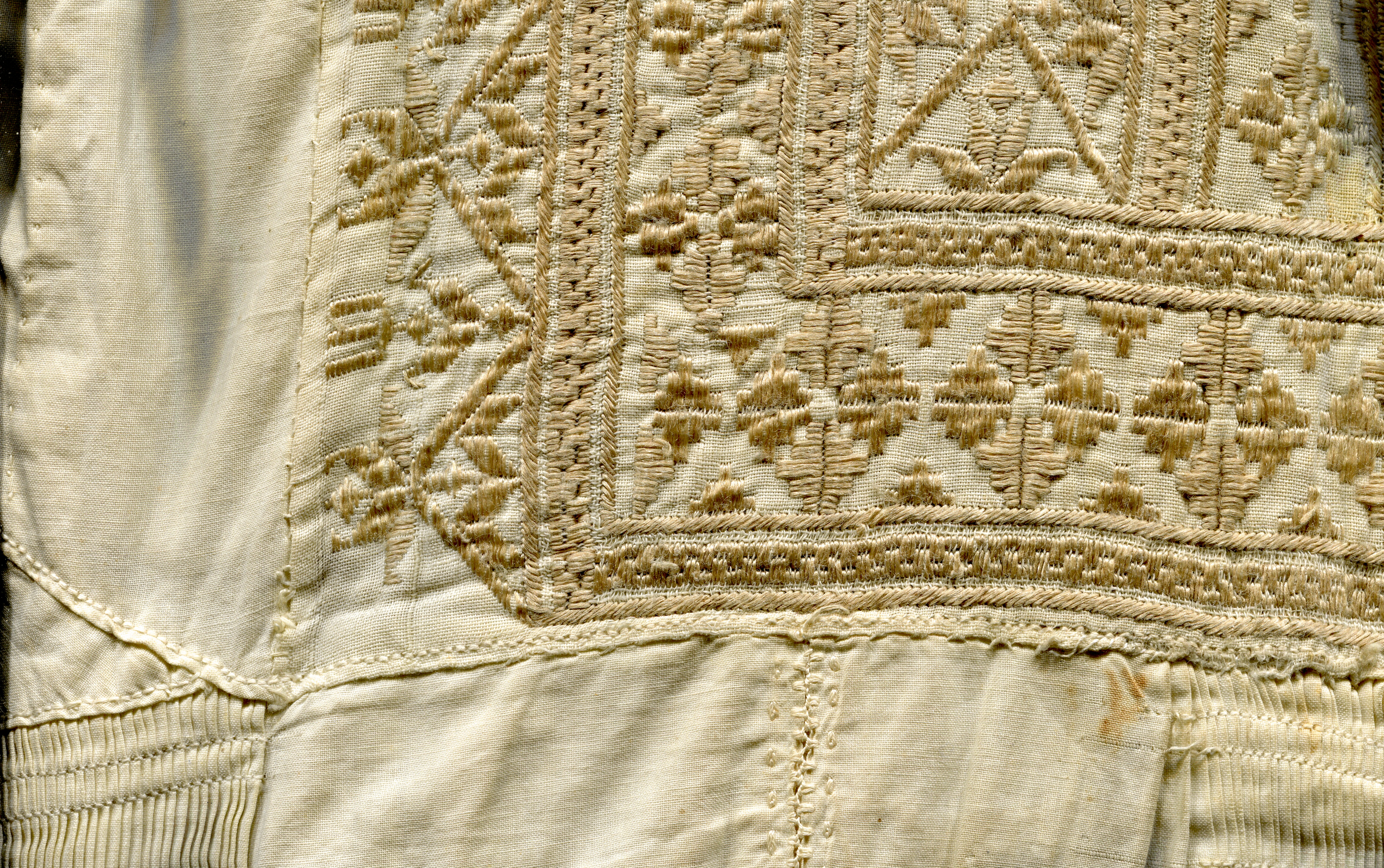
Dettaglio del camice da uomo ricamato in punto raso bianco satinato dell'Afghanistan. Metà del XX secolo.

L'uso del filo bianco su fondo bianco, copriva una varietà di tecniche e materiali e veniva utilizzato in diverse forme in tutto il mondo. In Algeria, le donne della Cabilia potevano indossare abiti bianchi. A Ghazni, in Afghanistan, i camiciotti da uomo potevano essere ricamati con cuciture geometriche bianche impreziosite da piccoli specchi circolari.
Il ricamo ad ago è stato utilizzato per figure geometriche dai colori vivaci Hazara nei vestiti in Afghanistan.
Lo smock è stato usato per camicie da uomo nel Nurestan nella catena dell'Hindu Kush. Le cuciture nere tiravano il tessuto in fasce verticali con zig-zag, incroci e altri semplici motivi geometrici.
Il lavoro a tamburo, una rapida forma di ricamo che utilizzava un gancio ari fine anziché un ago, era una delle tecniche utilizzate nei dintorni di Bukhara in Uzbekistan per i suzani.

## Simbolismo
I motivi ricamati spesso avevano un significato simbolico. Un simbolo diffuso in tutto il mondo islamico (e spesso trovato anche sui tappeti islamici) è l'albero della vita, che significa nascita, crescita fino alla maturità, morte e rinascita. Può essere mostrato in molte forme, come un albero deliberatamente stilizzato, a volte affiancato da coppie di uccelli o frutti come melograni o un vaso di fiori.

## Declino

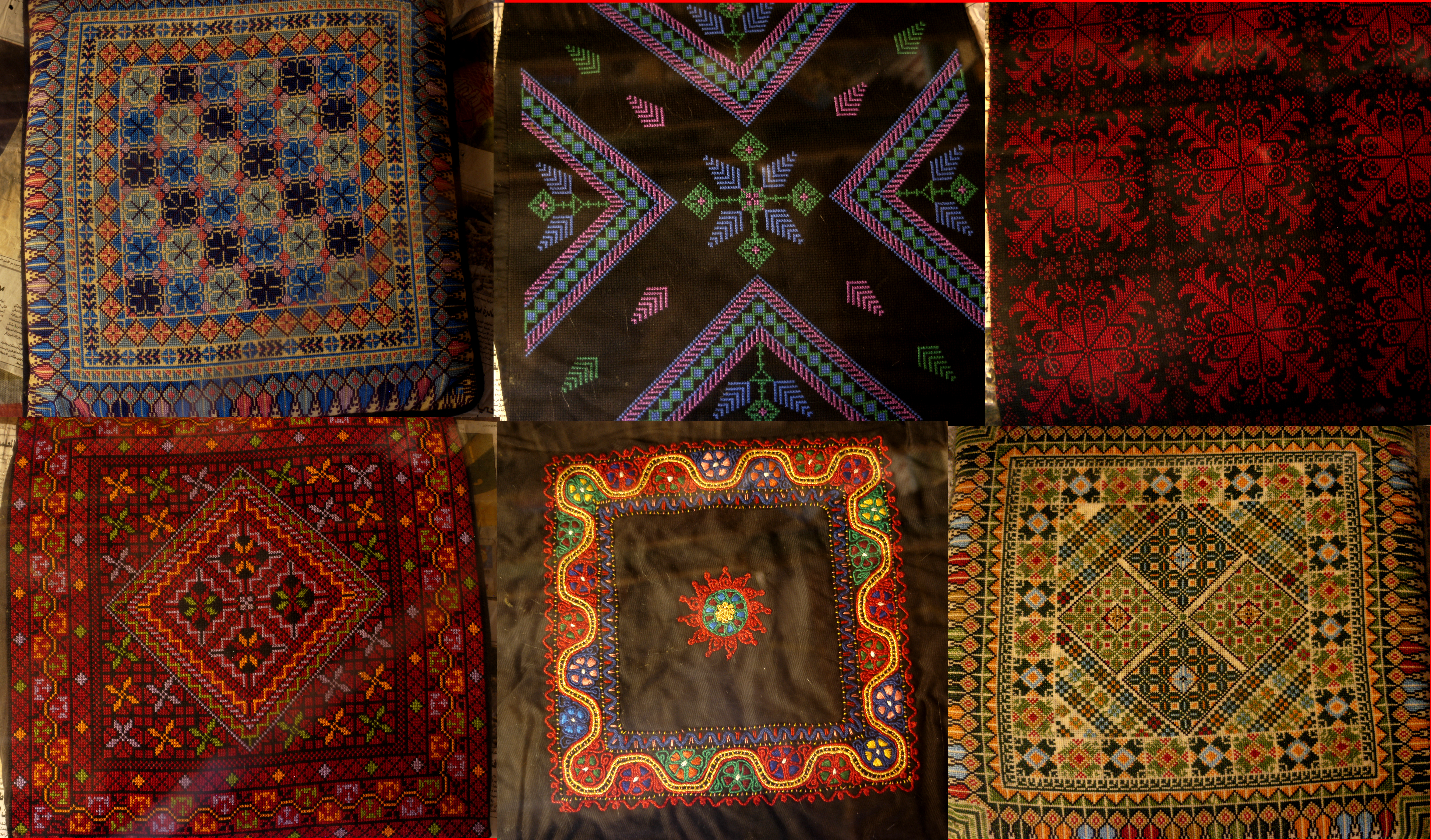
Cuscini a punto croce palestinesi moderni. Da in alto a sinistra, in senso orario: Gaza, Ramallah, Nablus, Beit Jalla, Betlemme.

Il ricamo era importante nelle culture tradizionali in tutto il mondo islamico. La Rivoluzione industriale rese disponibili abiti colorati più rapidamente e più a buon mercato, sostituendo i mestieri come il ricamo.
Ad esempio, i panni per masnat (intronizzazione) di Hyderabad, in India, erano realizzati di velluto, ricamati a mano con filo di rame scintillante che formava fiori color oro e argento (precedentemente in realtà di quei metalli). Questi furono fatti per gli imperatori Moghul e altri sovrani, e anche per gli sposi in occasione dei matrimoni a Hyderabad. La tecnica derivava dalla Turchia e dalla Persia. Per realizzare un abito per masnat occorrevano da dodici giorni a due mesi e poteva costare fino a 100.000 rupie. Gli affari diminuirono nel corso del XX secolo, poiché furono ordinati meno tessuti tradizionali. I fornitori di matrimoni offrivano un abito masnat come parte del loro servizio; tessuti fatti a macchina e bordati a mano. A partire dal 2012, sono rimasti solo pochi fabbricanti anziani di masnat.
La ricercatrice di ricami Sheila Paine conclude il suo libro Embroidered Textiles spiegando che:
(Sheila Paine)
Tra le cause del declino del ricamo ci furono la politica e l'economia, ma Paine suggerisce che il fattore più potente fu l'istruzione delle giovani donne. Il ricamo non era più l'unico modo in cui la giovane donna in Turchia o Belucistan può assicurarsi il suo futuro marito; invece, poteva aspirare a un diploma universitario e a una carriera tutta sua. Paine sostiene che i tentativi di ripristinare il ricamo tradizionale, come nelle scuole istituite a Istanbul e Salamanca, fallirono inevitabilmente una volta crollato l'ambiente sociale che aveva dato un significato ai manufatti fatti a mano. In futuro, afferma, il ricamo avrà un significato individuale, come in Occidente, e forse nuovi scopi sociali, come con gli abiti ricamati, politicamente significativi dei palestinesi.